# Gy 2025
Gy 2025 (Gy25) är sedan den 1 juli 2025 den gällande läroplanen för den svenska gymnasieskolan och vuxenundervisningen som regeringen beslutade om 2023.

## Gymnasieprogrammen enligt Gy 2025
Inom gymnasieskolan finns 18 nationella gymnasieprogram: sex högskoleförberedande program och tolv yrkesprogram. Det finns också elva riksrekryterande gymnasieprogram och fyra introduktionsprogram.

### Nationella program
- Barn- och fritidsprogrammet
- Bygg- och anläggningsprogrammet
- Ekonomiprogrammet
- El- och energiprogrammet
- Estetiska programmet
- Fordons- och transportprogrammet
- Frisör- och stylistprogrammet
- Försäljnings- och serviceprogrammet
- Hotell- och turismprogrammet
- Humanistiska programmet
- Industritekniska programmet
- Naturbruksprogrammet
- Naturvetenskapsprogrammet
- Restaurang- och livsmedelsprogrammet
- Samhällsvetenskapsprogrammet
- Teknikprogrammet
- VVS- och fastighetsprogrammet
- Vård- och omsorgsprogrammet

### Riksrekryterande utbildningar
- Design och sömnadstekniska utbildningen
- Finsnickeriutbildningen
- Floristutbildningen
- Flygteknikutbildningen
- Glashantverksutbildningen
- Guldsmedsutbildningen
- Marinteknikutbildningen
- Sjöfartsutbildningen
- Tågteknikutbildningen
- Utbildningen samiska näringar
- Yrkesdansarutbildningen
- Gymnasieingenjör - vidareutbildning i form av ett fjärde tekniskt år

### Introduktionsprogram
- Programinriktat val
- Yrkesintroduktion
- Individuellt alternativ
- Språkintroduktion